# Área metropolitana de Rocky Mount
El área metropolitana de Rocky Mount o Área Estadística Metropolitana de Rocky Mount, NC MSA, como la denomina la Oficina del Censo de los Estados Unidos, es un Área Estadística Metropolitana centrada en la ciudad de Rocky Mount, estado de Carolina del Norte, en Estados Unidos. Su población según el censo de 2010 es de 152.392 de habitantes, convirtiéndola en la 261.º área metropolitana más poblada de los Estados Unidos.

## Composición
Los 2 condados que componen el área metropolitana, junto con su población según los resultados del censo 2010:
- Edgecombe – 56.552 habitantes
- Nash – 95.840 habitantes

## Principales ciudades del área metropolitana
Ciudad principal o núcleo
- Rocky Mount

Comunidades con más de 1.000 habitantes
- Nashville
- Pinetops
- Red Oak
- Sharpsburg
- Spring Hope
- Tarboro

Comunidades con 500 a 1.000 habitantes
- Bailey
- Dortches
- Middlesex
- Princeville
- Whitakers

Comunidades con menos de 500 habitantes
- Castalia
- Conetoe
- Leggett
- Macclesfield
- Momeyer
- Speed

Comunidades designadas como lugares no incorporados
- Crisp